# Wesley Chapel (Florida)
Wesley Chapel és una concentració de població designada pel cens dels Estats Units a l'estat de Florida. Segons el cens del 2006 tenia 45.000 habitants.

## Demografia
Segons el cens del 2000, Wesley Chapel tenia 5.691 habitants, 2.021 habitatges, i 1.695 famílies. La densitat de població era de 362,6 habitants/km².
Dels 2.021 habitatges en un 45,4% hi vivien nens de menys de 18 anys, en un 75% hi vivien parelles casades, en un 6,4% dones solteres, i en un 16,1% no eren unitats familiars. En l'11,5% dels habitatges hi vivien persones soles el 2,5% de les quals corresponia a persones de 65 anys o més que vivien soles. El nombre mitjà de persones vivint en cada habitatge era de 2,82 i el nombre mitjà de persones que vivien en cada família era de 3,06.
Per edats la població es repartia de la següent manera: un 29,1% tenia menys de 18 anys, un 4,1% entre 18 i 24, un 41% entre 25 i 44, un 19,3% de 45 a 60 i un 6,5% 65 anys o més.
L'edat mediana era de 34 anys. Per cada 100 dones de 18 o més anys hi havia 92,9 homes.
La renda mediana per habitatge era de 65.293 $ i la renda mediana per família de 66.978 $. Els homes tenien una renda mediana de 47.240 $ mentre que les dones 32.664 $. La renda per capita de la població era de 25.897 $. Entorn del 0,9% de les famílies i l'1,9% de la població estaven per davall del llindar de pobresa.

## Poblacions més properes
El següent diagrama mostra les poblacions més properes.